# Iberia (авіакомпанія)
Iberia (Офіційна назва Iberia, Líneas Aéreas de España, S.A. Operadora, Sociedad Unipersonal, вимовляється як Іберія) — національний і найбільший авіаперевізник Іспанії, базується в аеропорті Мадрид-Барахас зі штаб-квартирою в Мадриді. Є членом авіаційного альянсу Oneworld з 1999 року.
Авіакомпанія згідно з Iberia Regional, керуючим незалежним перевізником Air Nostrum, входить в об'єднання Iberia Group, яка крім пасажирських і вантажних перевезень займається технічним обслуговуванням повітряних суден, сервісним обслуговуванням в аеропортах, супроводом IT-систем та організацією борт-харчування. Iberia Group виконує рейси в більш ніж 115 пунктів призначення в 39 країнах світу самостійно також в 90 пунктів призначення за укладеними код-шерінговими угодами рейсами інших авіакомпаній.
8 квітня 2010 року Iberia Group оголосила про злиття з British Airways. Акціонери обох перевізників схвалили операцію 29 листопада 2010 року. Нова об'єднана компанія, знана як International Airlines Group розпочала свою діяльність у січні 2011 року, проте обидві авіакомпанії продовжують діяти під своїми брендами.

## Історія

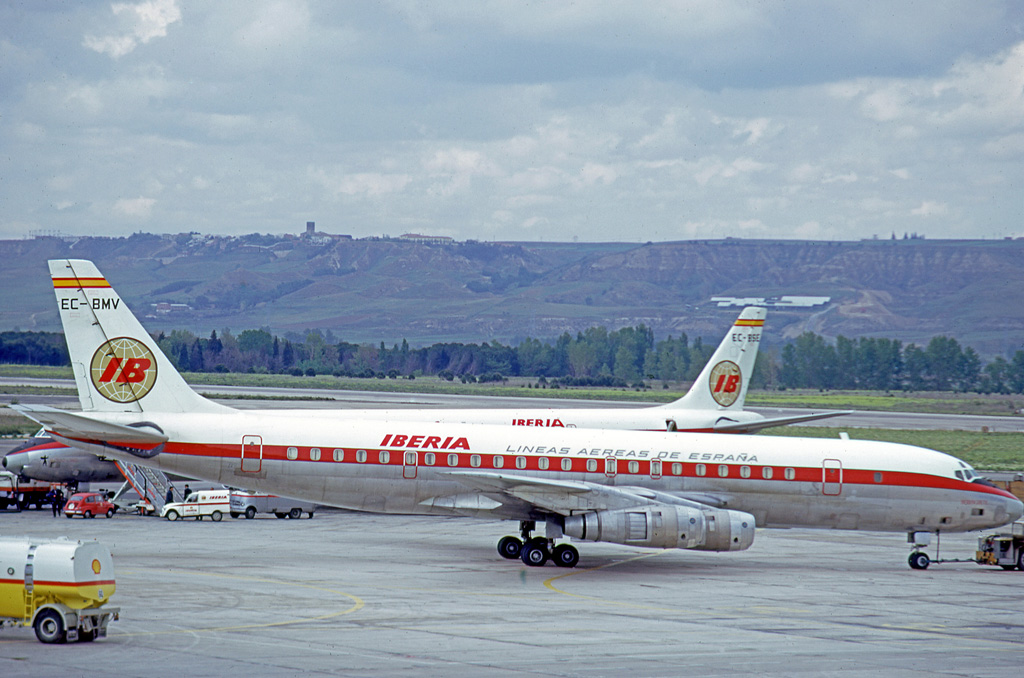
Douglas DC-8 авіакомпанії Iberia в Мадриді, 1973 рік

Iberia Boeing 747-200 в 1998

Авіакомпанія Іберія (Companía Aérea de Transportes) була заснована 28 червня 1927 фінансистом Horacio Echeberrieta та німецькою авіакомпанією Люфтганза, стартова капіталізація склала 1,1 мільйонів песет. Перший політ відбувся 28 грудня 1927. Протягом наступного року уряд Іспанії доручив авіакомпанії забезпечення поштових перевезень між Мадридом та Барселоною.
30 вересня 1944 року Іберія була націоналізована і увійшла до складу Національного інституту промисловості Іспанії (INI). У 1946 році вперше після Другої світової війни був виконаний пасажирський рейс між Європою і Південною Америкою (маршрут Мадрид — Буенос-Айрес). Початок масових трансатлантичних рейсів було покладено в 1953 році після скасування Мадридською угодою віз в Іспанію для громадян США. У рік святкування свого 50-річного ювілею в 1977 році авіакомпанія вперше перевезла 10 млн пасажирів.
В кінці 80-х — початку 90-х років Іберія активно нарощувала свою участь у власності інших іспанських авіаперевізників — Aviaco, Viva Air, Binter Canarias, Binter Mediterraneo, а також в діяльності латиноамериканских авіакомпаній Aerolineas Argentinas, Viasa і Ladeco. У 2001-му Іберія пройшла процедуру приватизації, а до свого 75-річчя в 2002 році загальна кількість перевезених пасажирів досягла майже 500 мільйонів.
5 лютого 2006 року в аеропорту Барахас авіакомпанії Іберія і членам альянсу Oneworld був переданий новий термінал № 4, що значно підвищило рівень сервісу обслуговування пасажирів в особливості на стикувальних рейсах альянсу. На частку Іберії припадає близько 60 % всього трафіку аеропорту Барахас, в 2005 році авіакомпанія спільно зі своїм регіональним відділенням Air Nostrum перевезла з цього аеропорту понад 21 млн пасажирів.

## Акціонери
Іберія була приватизована 3 квітня 2001, акції авіакомпанії були включені в базу розрахунків біржового індексу IBEX 35 фондової біржі Мадриду. Основними акціонерами перевізника є: Caja Madrid — 23,45 %, British Airways — 13,2 %, SEPI — 5,20 %, El Corte Inglés — 2,90 %, причому British Airways придбала акції за 13 млн фунтів стерлінгів у іншої авіакомпанії — American Airlines. Акціонерна доля British Airways дозволяє мати цього авіаперевізнику по два зарезервованих крісла на кожному борту Іберії, а також дає першочергове право на придбання ще 32 % акцій компанії.

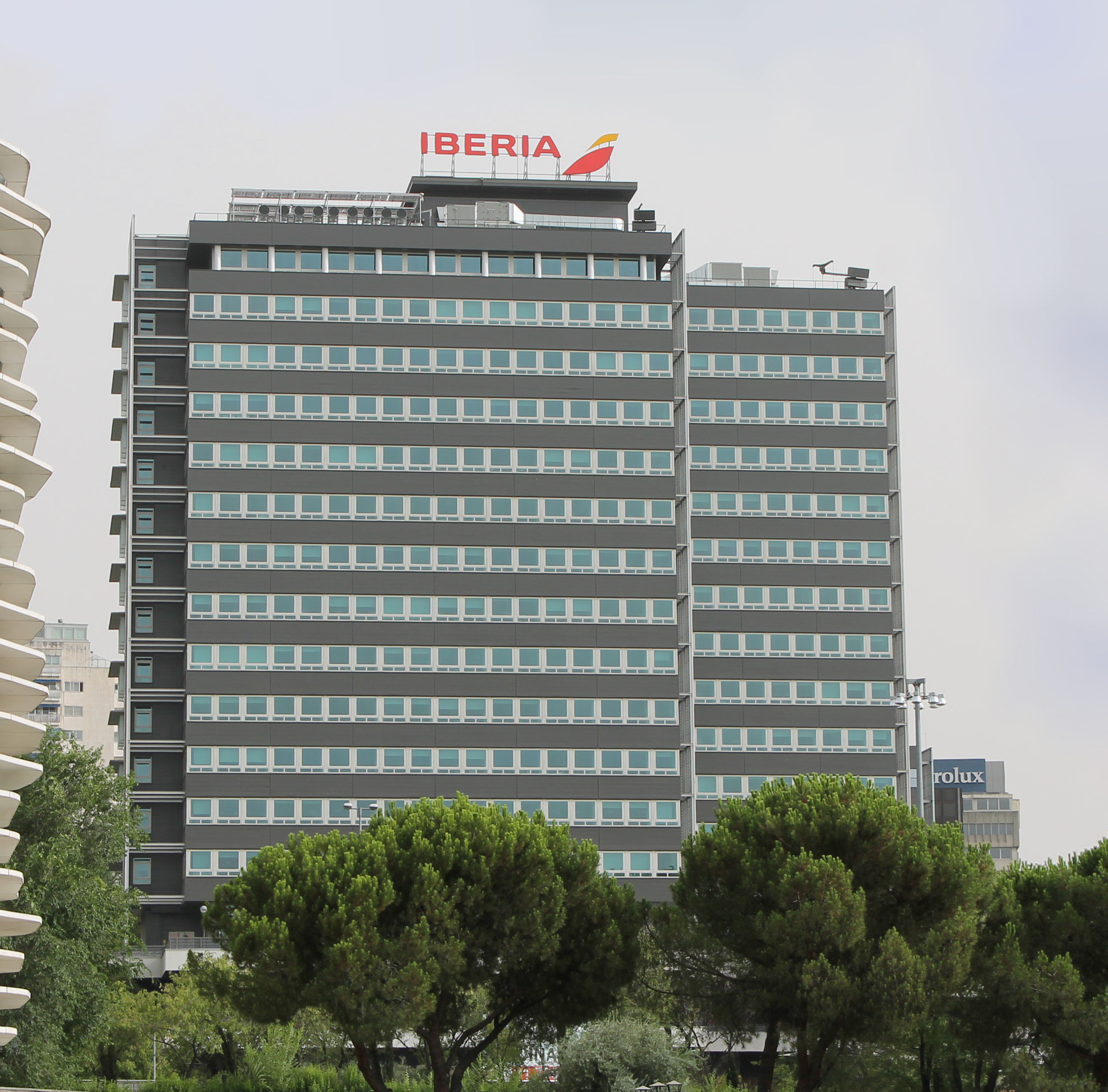
Штаб-квартира авіакомпанії в Мадриді

Оскільки двосторонні угоди про повітряне сполучення між Іспанією і країнами поза зоною Європейського союзу вимагають, щоб принаймні 51 % акцій Іберії перебували у власності держави, авіакомпанія Бритіш Ейрвейз не зможе придбати більше 49 % акцій. Дане обмеження не поширюється на авіаперевезення між ЄС і США, що потрапляють під дію угоди про «Відкрите небо», проте діє на латиноамериканських напрямках, на яких Іберія отримує свій основний дохід.
29 липня 2008 авіакомпанії Іберія і Бритіш Ейрвейз оголосили про початок переговорів щодо злиття компаній. Новий перевізник мав називатись «International Consolidated Airlines Group SA». Після злиття British Airways отримував близько 55 % акцій нової корпорації, а акціонери Iberia — решту 45 %. Літаки новоствореної авіакомпанії продовжують літати під британським і іспанським брендами. British Airways була змушена доводити свою приналежність Великій Британії, щоб її акції змогли як і раніше включатися в індекс ста найбільших британських компаній FTSE 100. Про це пише газета The Times.

## Партнери
Iberia володіє 20 % акцій лоу-костеру Clickair, що базується в Барселоні, і часткою 0,95 % марокканської Royal Air Maroc.
Iberia є партнером авіакомпаній American Airlines, Qantas, Avianca, British Airways, уругвайської PLUNA і Grupo TACA, а також з 1 вересня 1999 повноправним членом альянсу OneWorld.
Iberia був одним із засновників у комп'ютеризованої повітряної системи бронювання авіаквитків,  Amadeus, з 18,28% акцій - які були продані в 2005 році, Iberia також активно бере участь туроператором через Viva Тури і Tiempo Libre одиниць, і з Cacesa, вона надає послуги відправки посилок. На продажу електронних квитків припадає 93% всіх квитків Iberia, проданих в січні 2006 року.
Крім того, Iberia займається технічним обслуго́вуванням повітряних суден компанії, обслуговуванням свого флоту та інших 48 компаній, в тому числі деяких провідних європейських авіакомпаній. Iberia є постачальником послуг з обробки літаків для всіх іспанських аеропортів; її клієнти-авіакомпанії налічують понад 200.

## Напрямки
20 травня 2008 авіакомпанія Іберія підтвердила відкриття рейсу Мадрид-Асунсьйон, а також повідомила про наміри відновити польоти в Японію, Канаду і розширити маршрутну мережу за рахунок виконання рейсів в такі великі міста, як Шанхай, Гонконг, Мумбаї, Делі, Дубай, Монреаль, Торонто, Лос-Анджелес і Даллас.

## Флот

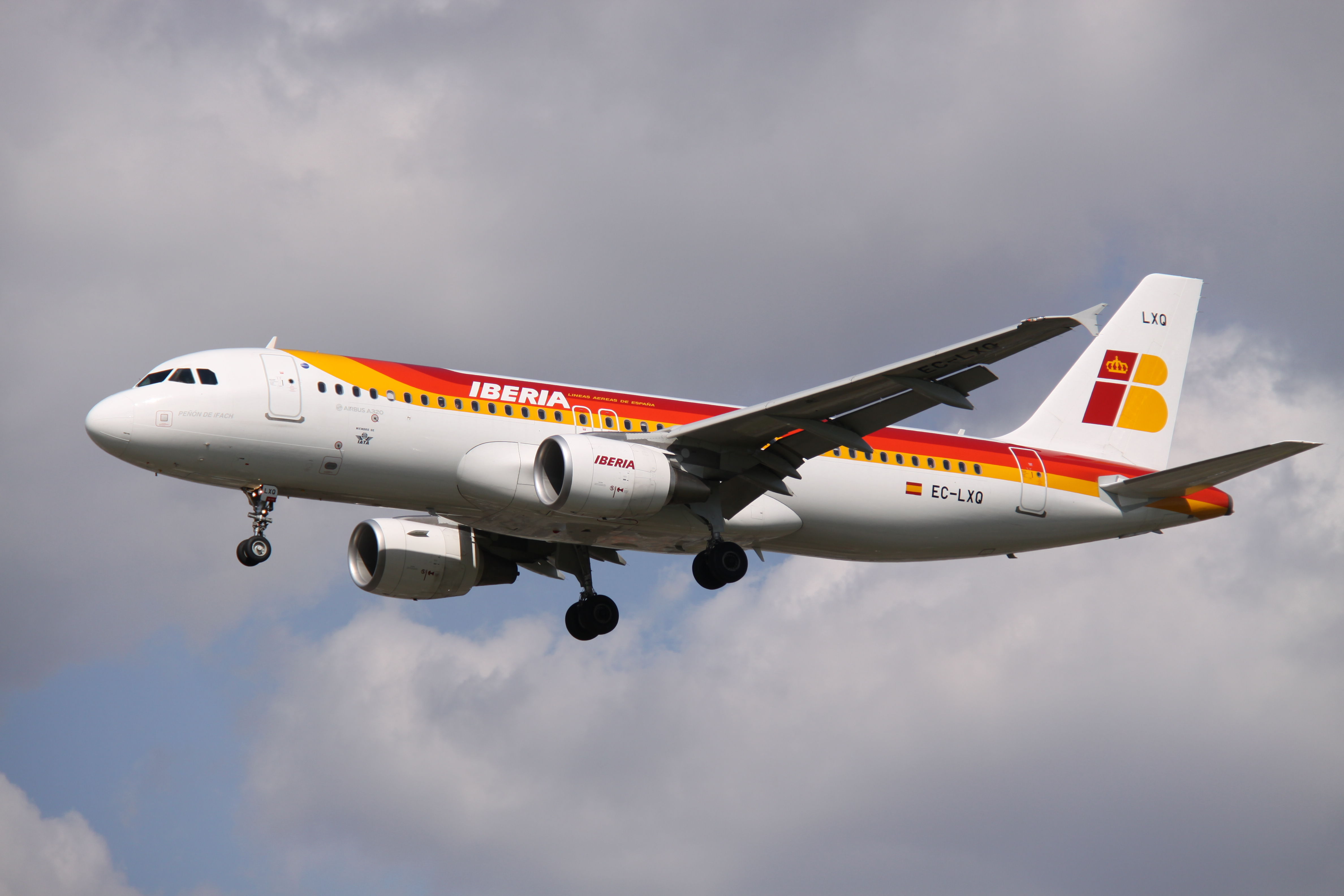
Airbus A320-200 в старій лівреї

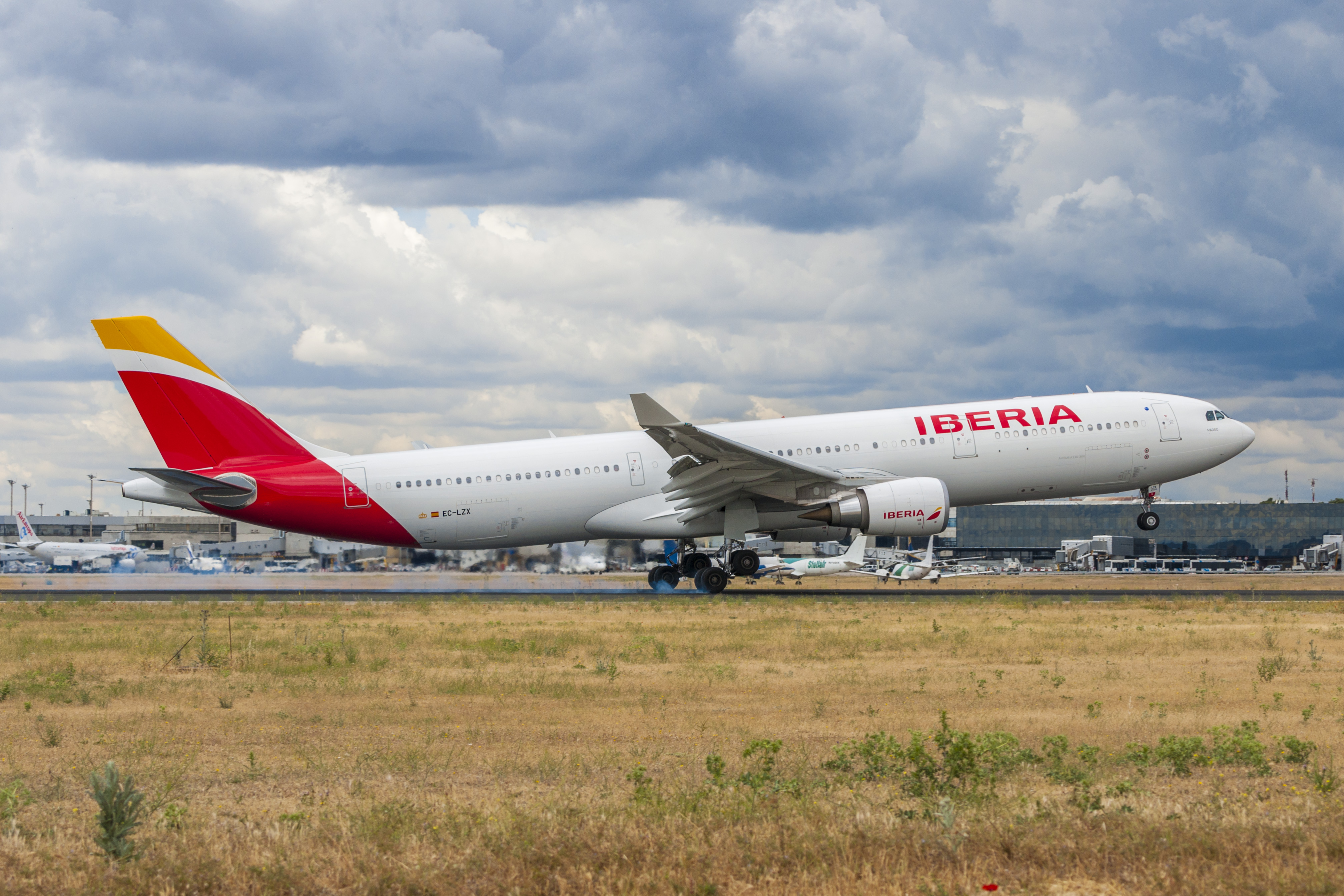
Airbus_A330 в новій лівреї

### Поточний флот
Станом на липень 2022 року флот складався з наступних типів літаків:

## Кабіни літака

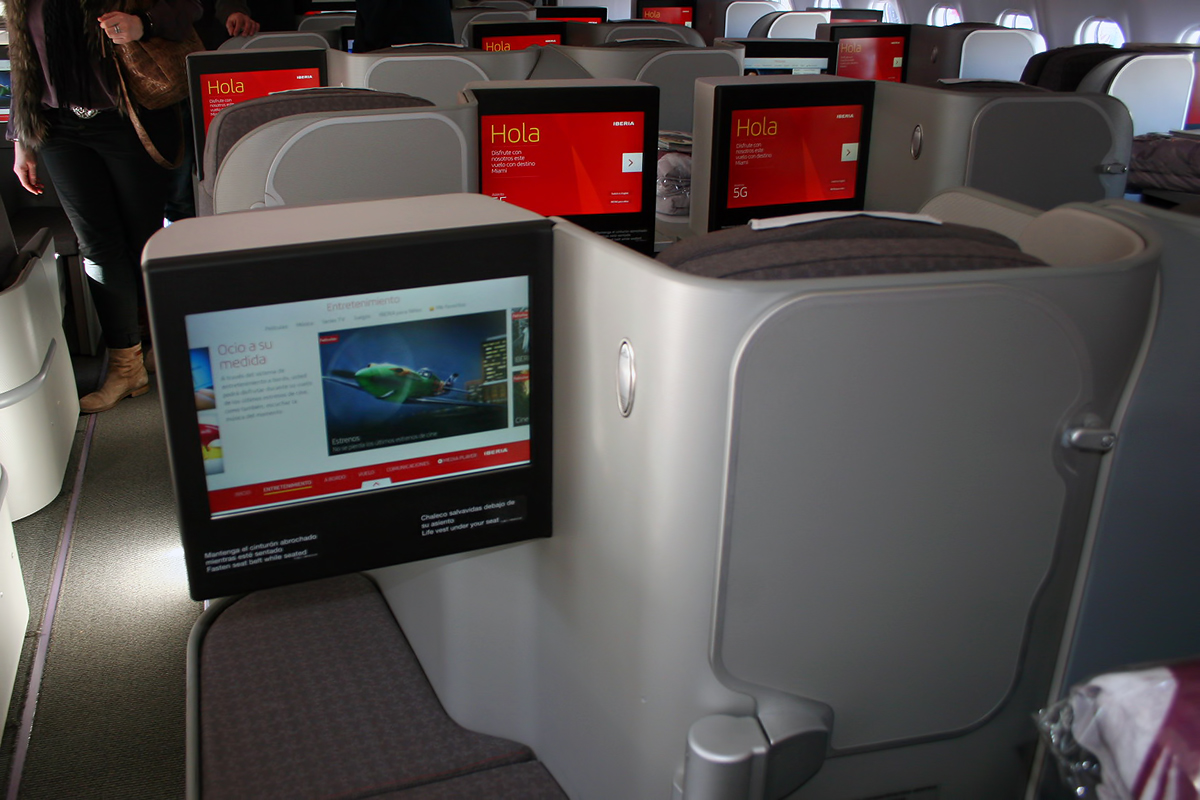
IBERIA Бізнес плюс клас на борту в Airbus_A330

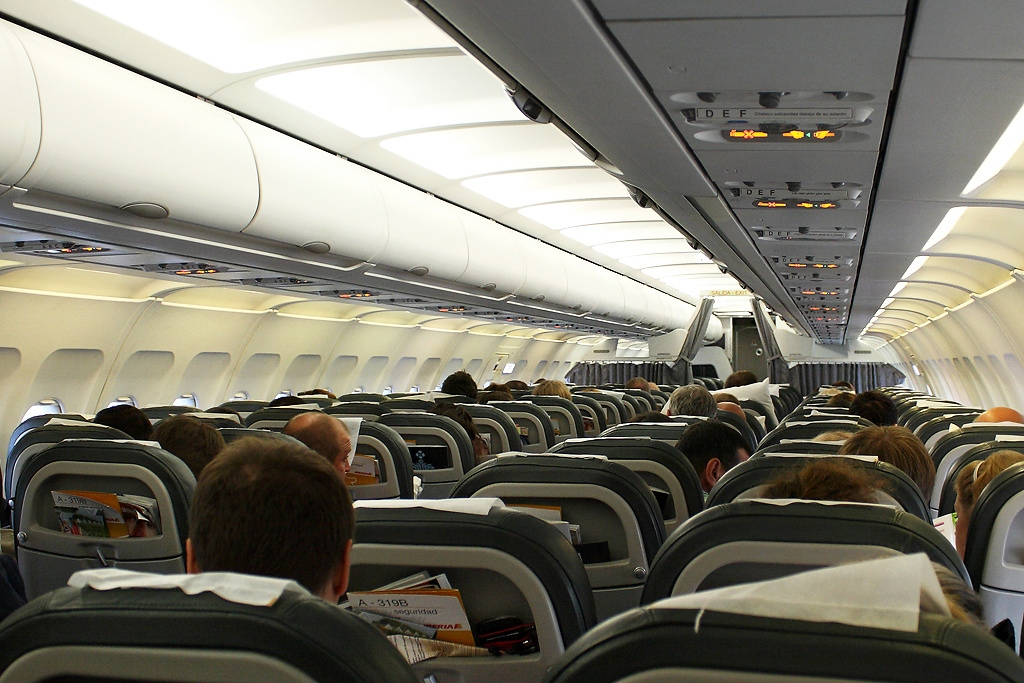
IBERIA Економ клас на борту в Airbus A319-100

Всі літаки в флоті  сконфігуровані в двокласному компонуванні з Бізнес та Економ кабінами. Iberia в даний час продає три різні варіанти бізнес-класу, в залежності від довжини польоту. У березні 2009 Iberia анонсувала що протягом 2009–2011 оновить  економ-клас на всіх його планах, а також проектування нового бізнес-класу для своїх далекомагістральних літаків .Iberia була одна з останніх великих авіакомпаній по оснащенню всіх своїх міжконтинентальних маршрутів з персональними розважальними екранами. Станом на 2016 рік, в даний час Airbus A330-200 і -300 і A340-600 флотилії оснащені особистим IFE. 
У польоті харчування забезпечується Gate Gourmet.
Бізнес клас
Бізнес клас доступний на іспанському внутрішньому і між-європейському рейсами. Сидіння точно такі ж, як в економ-салоні, але з середини (B і E) сидіння перекрили. Квитки бізнес-класу також включають в себе поліпшення обслуговування наземного (пріоритетна реєстрація, охорона, посадка, обробка багажу, а також доступ до залів очікування.)
Бізнес клуб
Бізнес-клуб є середньо-магістральний продукт, доступний на рейсах, щоб вибрати одержувачів з Єгипет, Екваторіальна_Гвінея, Ізраїль, Нігерія, і Росія. На відміну від близькомагістральних служб, кількість місць бізнес-клубу розташовані в спеціалізованому салоні, фізично ширші, мають велику висоту сидіння і обладнані відео за запитом.
Бізнес плюс
Бізнес плюс пропонується на далекомагістральних рейсах в Північній і Південній Америці та Південній Африці. Бізнес Плюс пропозиції пропонує лежачі плоскі сидіння і міжнародні зручності бізнес-класу.
Економ клас
Iberia переїхав більше до американців, або "a-la carte" модель для вітчизняних і європейських рейсів, пропонуючи купівлю на борту сервіс зветься "Tu Menú" в економному для прийому їжі, закуски та напої. Середньо-магістральні рейси до Афіни, Каїр, Дакар, Стамбул, Малабо, Москва, та Тель-Авів, а також на далекі міжконтинентальні польоти повністю задовольняються в економному, за винятком алкоголю.

## Події та нещасні випадки
- 28.10.1957, Мадрид, Іспанія. Дуглас DC-3, жертв 21 із 21
- 29.04.1959, Вальдемека, Іспанія. Дуглас DC-3, жертв 28 із 28
- 10.12.1962, Камона, Іспанія. Convair CV-440, жертв 18 із 18
- 31.03.1965, Танжер, Марокко. Convair CV-440, жертв 50 із 50
- 05.05.1965, Тенерифе, Канарські Острови, Іспанія. Локхид L-1049G, жертв 30 із 49
- 04.11.1967, Сассекс, Англія. SE210 Caravelle, жертв 37 із 37
- 07.01.1972, Сьерра-де-Аталасая, Іспанія. SE210 Caravelle, жертв 104 із 104
- 05.03.1973, Ла-Траче, Франція. Дуглас DC-9-32, жертв 68 із 68
- 07.12.1983, Мадрид, Іспанія. Боїнг 727—256, жертв 51 із 93
- 19.02.1985, Дуранго, Бискайя, Іспанія. Боїнг 727—256, жертв 148 із 148.
- 09.07.2009, Мадрид, Іспанія. Аеробус A-320,аварійна посадка.